# جاك أوبراين (لاعب كرة قاعدة أمريكي)
جاك أوبراين (بالإنجليزية: Jack O'Brien)‏ هو لاعب كرة قاعدة أمريكي، ولد في 12 يونيو 1860 في فيلادلفيا في الولايات المتحدة، وتوفي بنفس المكان في 20 نوفمبر 1910.

## وصلات خارجية
- جاك أوبراين (لاعب كرة قاعدة أمريكي) على موقعبيزبول رفرنس.كوم (الدوري الرئيسي) (الإنجليزية)
- جاك أوبراين (لاعب كرة قاعدة أمريكي) على موقعبيزبول رفرنس.كوم (الدوري الثانوي) (الإنجليزية)